# Diastyloides ornatus
Diastyloides ornatus är en kräftdjursart som beskrevs av Daniel Reyss 1974. Diastyloides ornatus ingår i släktet Diastyloides och familjen Diastylidae. Inga underarter finns listade i Catalogue of Life.